# Phantasmagoria: The Visions of Lewis Carroll
『ファンタスマゴリア： ザ・ビジョンズ・オブ・ルイス・キャロル』（Phantasmagoria: The Visions of Lewis Carroll）は、マリリン・マンソン監督のファンタジー・ホラー映画。邦題と日本での公開は未定。
監督のマンソンは、2006年の第56回ベルリン国際映画祭にて、宣伝のため自ら記者会見するなど、製作に意欲的であり、当初アメリカでは2008年公開予定だった。
しかし先立って公開された予告編映像が物議をかもしたため、製作元の映画会社によって製作を打ち切られたと報じられている。

## 内容
孤立した城に住んでいる作家、ルイス・キャロルはアリスという少女のビジョンに悩まされ、眠れない夜を送っていたという『不思議の国のアリス』の作者ルイス・キャロルを題材とした映画である。マンソンはゴシック心理ホラーと称している。

## キャスト
- マリリン・マンソン：ルイス・キャロル
- リリー・コール：アリス
- エヴァン・レイチェル・ウッド:アリスの親友
- ティルダ・スウィントン：ルイス・キャロルの空想上の妻